# Gustaf Ljunggren
För andra betydelser, se Gustaf Ljunggren (olika betydelser).
Gustaf Håkan Jordan Ljunggren, född den 6 mars 1823 i Lund, död den 31 augusti 1905 i Lund, var en svensk litteraturhistoriker. Han var ledamot av Svenska Akademien 1865–1905 (stol nr 18).

## Biografi
Gustaf Ljunggren var son till stadskomministern, medicine doktorn och filosofie magistern Anton Magnus Ljunggren och Katarina Sofia Ljunggren, född Kröger. Han gifte sig 1857 med friherrinnan Adelaide Lovisa Christina Ehrensvärd (1829–1911), dotter till ryttmästare Frans Adolf Ehrensvärd och Julia Augusta Dufva. Bland deras barn märks Carl August och Evald Ljunggren.
Ljunggren blev filosofie magister 1844, docent i estetik, var professor i estetik samt litteratur‐ och konsthistoria vid Lunds universitet 1859–1889 och universitetsrektor 1867–1868 och 1877–1885.
Ljunggren innehade utöver sin professur en mängd förtroendeuppdrag och var bland annat stadsfullmäktiges ordförande i Lund 1869–1877 och en tid ordförande i Malmöhus läns landsting.
Han var även inspektor för Skånska nationen 1859–1889, ordförande för Akademiska Föreningen 1860–1868 samt ålderman i Sankt Knuts Gille i Lund 1876–1905 och Kulturens ordförande.
Gustaf Ljunggren blev ledamot av Kungliga Vetenskapsakademien 1881.
Ljunggrens efterträdare på professuren, Henrik Schück, sade om honom att han var ”den man vilken varje ung litteraturhistoriker måste blicka upp till såsom en ledare”.
Ljunggren framträdde först som estetiker influerad av Friedrich Theodor Vischer, med verk som Framställning af de förnämsta esthetiska systemerna (2 band, 1856–60, ny upplaga 1869–83). Sin främsta insats gjorde han som litteraturhistoriker. Med Svenska dramat intill slutet av sjuttonde århundradet (1864) införde Ljunggren historisk metod i svensk litteraturforskning. Hans huvudverk, Svenska vitterhetens häfder efter Gustaf III:s död (5 band, 1873–95) ger en bred, på ingående studier grundad framställning av den svenska litteraturen 1792–1821, tydligt präglad av Ljunggrens sympati för den akademiska riktning och hans aversion mot dennas motståndare Thomas Thorild och romantikerna. Bland Ljunggrens stora produktion märks vidare Skånska herregårdar (1852–63), Bellman och Fredmans epistlar (1867), Smärre skrifter (3 band, 1872–81), Minne af Eric Sjöberg (1875) och Svenska akademiens historia 1786–1886 (2 band, 1886).

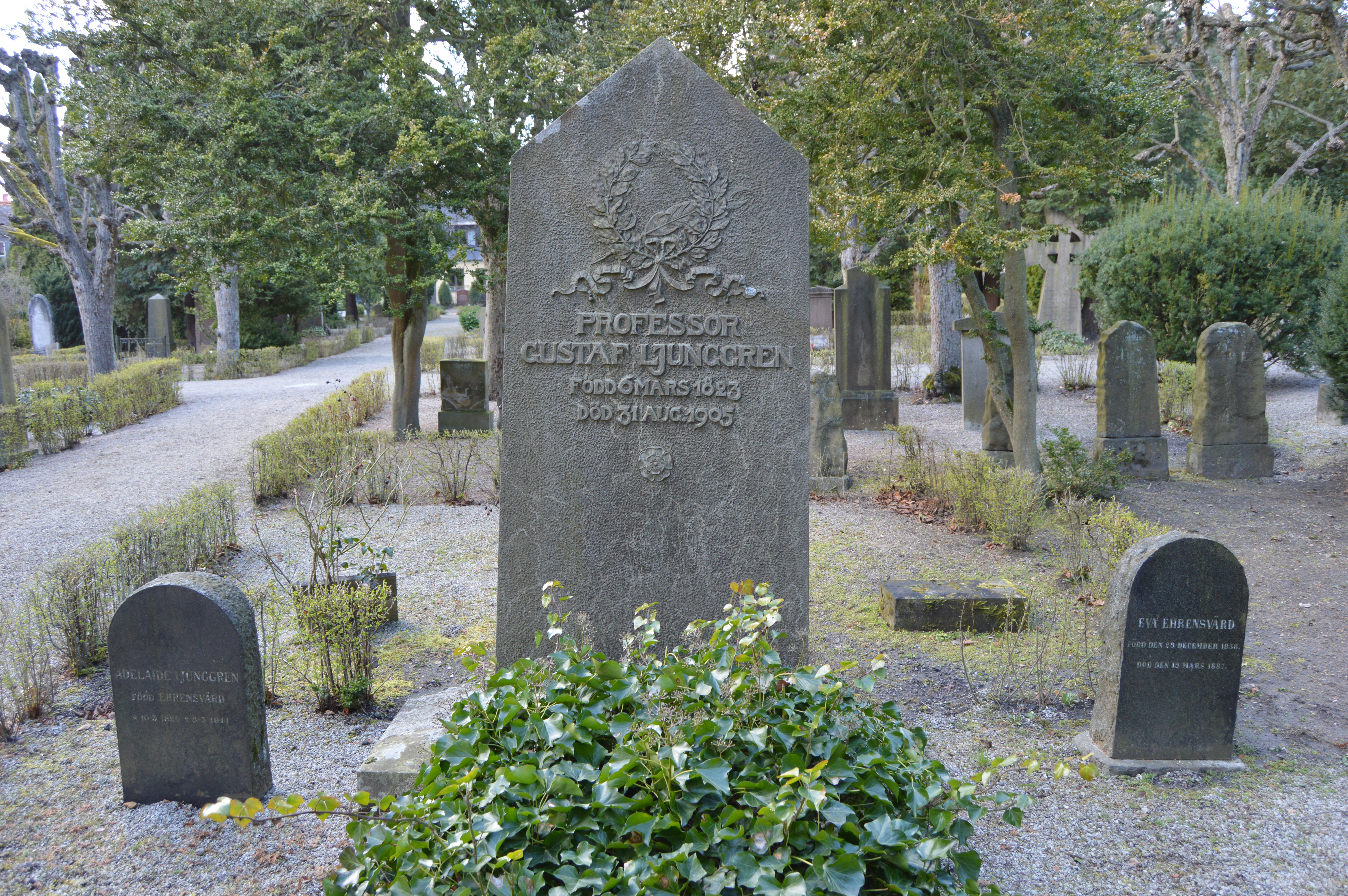
Gustaf Ljunggrens gravsten på Östra kyrkogården i Lund.

Gustaf Ljunggren är begraven på Östra kyrkogården i Lund.